# Allium erythraeum
Allium erythraeum — вид рослин з родини амарилісових (Amaryllidaceae); ендемік Греції.

## Опис
Цибулини субкулясто-яйцюваті, 1–1.5 × 1–1.5 см, із темно-коричневими зовнішніми оболонками, внутрішні білуваті, півпрозорі. Листків 3, голі, гладкі, від півциліндричних до більш-менш плоских, 8–13 см завдовжки і 1–1.5 мм завширшки. Стеблина поодинока, прямовисна, висотою 7–20 см, гола, циліндрична, вкрита листковими піхвами на 1/4–1/3 своєї довжини. Суцвіття від півсферичної до субяйцюватої, щільне, багатоквіткове. Оцвітина циліндрична; її листочки рівні, еліптичні, на кінчику закруглені пурпурувато-рожеві з темно-пурпурною серединною жилкою, довжиною 4–4.5 мм і шириною 2–2.6 мм. Тичинки коротші, ніж листочки оцвітини; пиляки блідо-жовті. Коробочка з трьома клапанами, зелена, субкуляста, 2.5–3 × 2.5–3 мм. Насіння чорне

## Поширення
Ендемік Греції.